# Сельское поселение Выкатной
Се́льское поселе́ние Выкатной — муниципальное образование в Ханты-Мансийском районе Ханты-Мансийского автономного округа Российской Федерации.
Административный центр — посёлок Выкатной.

## История
Статус и границы сельского поселения установлены Законом Ханты-Мансийского автономного округа - Югры от 25 ноября 2004 года № 63-оз «О статусе и границах муниципальных образований Ханты-Мансийского автономного округа - Югры»

## Население
| 2010 | 2012  | 2013  | 2014  | 2015  | 2016  | 2017 |
| ---- | ----- | ----- | ----- | ----- | ----- | ---- |
| 1004 | ↗1153 | ↗1213 | ↗1248 | ↘1055 | ↘1011 | ↘976 |
| 2018 | 2019  | 2020  | 2021  |       |       |      |
| ↗991 | ↘985  | ↘977  | ↗1202 |       |       |      |

## Состав сельского поселения
| № | Населённый пункт | Тип населённого пункта          | Население |
| - | ---------------- | ------------------------------- | --------- |
| 1 | Выкатной         | посёлок, административный центр | 727       |
| 2 | Тюли             | село                            | 277       |